# Anolis neblininus
Anolis neblininus (неблінський аноліс) — вид ігуаноподібних ящірок родини анолісових (Dactyloidae). Ендемік Венесуели.

## Поширення і екологія
Неблінські аноліси мешкають на горі Серро-де-ла-Небліна, розташована на кордоні з Бразилією. Вони живуть у високогірних чагарникових заростях та на гірських луках, на висоті від 1700 до 2200 м над рівнем моря.